# Залиян, Иляз Асриевич
Иляз Асриевич Залиян (азерб. İlyas Asriyeviç Zaliyan, арм. Եղիաս Ասռիի Զալիան; 1899, Джебраильский уезд — 1968, Гадрутский район, НКАО, Азербайджанская ССР) — советский азербайджанский виноградарь, Герой Социалистического Труда (1949).

## Биография
Родился в 1899 году в селе Эдилли Джебраильского уезда Елизаветпольской губернии (ныне село в Ходжавендском районе Азербайджана).
С 1930 года колхозник, звеньевой колхоза «Дружба» (бывший имени Касумяна) Гадрутского района Нагорно-Карабахской АО. В 1948 году получил урожай винограда 107 центнеров с гектара на площади 3,7 гектаров, в 1949 году на такой же площади получил 111 центнеров винограда. Создавал новые сорта винограда и высокопродуктивные виноградники.
Указом Президиума Верховного Совета СССР от 21 июля 1949 года за получение высоких урожаев винограда в 1948 году Залияну Илязу Асриевичу присвоено звание Героя Социалистического Труда с вручением ордена Ленина и золотой медали «Серп и Молот».
Активно участвовал в общественной жизни Азербайджана. Член КПСС с 1932 года.
Скончался в 1968 году в родном селе.